# Rosina Ferrario

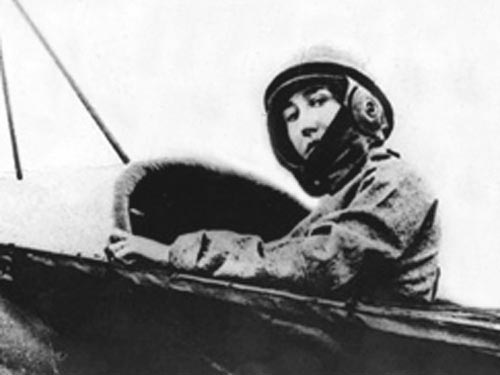
Rosina Ferrario, 1912

Rosina Ferrario (1888–1959) foi a primeira mulher italiana a receber uma licença de pilotagem de aeronaves quando passou no teste em 3 de janeiro de 1913 em Vizzola, Lombardia, num monoplano Caproni. Ela recebeu a Licença No. 203 do Aeroclube da Itália.

## Biografia
Nascida numa família burguesa abastada, Ferrario trabalhou como escriturária. Ela era uma ávida desportista e alpinista, além de uma grande ciclista. Depois de receber a sua licença de piloto, ela participou em várias demonstrações e voos de exibição em 1913 e 1914, por exemplo, em Nápoles, Roma e Como. Em outubro de 1913, em conexão com as comemorações do 100º aniversário do nascimento de Giuseppe Verdi em Busseto, ela voou ao lado de Achille Landini. Em junho de 2013, ela passou um dia num balão de ar quente com Erminio Donner Flori, voando de Milão para Lodi.
Em 1914, Ferrario não pôde aceitar o convite para voar na América do Sul, pois a Primeira Guerra Mundial havia sido declarada. Ela candidatou-se a trabalhar para a Cruz Vermelha na Itália, mas a sua candidatura foi recusada porque ela não era militar. Há poucas informações sobre Ferrario até 1921, quando ela vivia feliz e casada com Enrico Grugnola, a quem conheceu num passeio no Clube Alpino Italiano. Juntos, eles abriram um hotel com um grande jardim em Milão, onde moraram com os seus dois filhos. Ela comparecia regularmente às reuniões dos Pionieri dell'Aeronautica (Pioneiros da Aeronáutica), mas não pilotava mais. Ela continuou a ser reconhecida como uma pioneira até à sua morte em 1959.